# فرودگاه سمبورو
فرودگاه سمبورو (به انگلیسی: Samburu Airport) یک فرودگاه همگانی، غیرنظامی با کد یاتا UAS است که یک باند فرود آسفالت دارد و طول باند آن ۱۰۰۰ متر است. این فرودگاه در شهر سامبورو، کنیا کشور کنیا قرار دارد و در ارتفاع ۱۰۰۴ متری از سطح دریا واقع شده است.

## شرکت‌های هواپیمایی و مقصدهای پروازی
| شرکت‌های هواپیمایی | مقصدهای پروازی     |
| ----------------- | ------------------ |
| Airkenya Express  | مارا سرینا، ویلسون |
| Safarlink         | ویلسون             |